# 스마트 차단 장치
차량 내부에 그늘을 분산시키는 기술이다.

## 상세
탑승자가 원하는 광도대로 차량 내부에 그늘을 만드는 방식으로, 현대자동차가 개발했다. 선루프에 스마트 차단 장치를 탑재해 그늘과 빛을 자유자재로 이용할 수 있다. 해당 기술은 카메라, 실내 주변 광도 센서, 외부 루프 센서로 이루어져 있다. 카메라는 탑승자의 위치와 움직임을 감지하고 광도 센서는 다양한 위치에서 들어오는 빛의 양을 식별한다. 외부 루프 센서는 자연광의 강도와 차량에 들어오는 빛의 방향을 감지한다.
다양한 제어 알고리즘이 컨트롤 유닛에 내장되어 있는데 이때 어떠한 광원을 우선시해야 하는지를 결정한다. 자연광이 주 광원인 경우, 컨트롤러는 루프 유리의 차광 장치를 활성화해 밝기를 조절한다. 차량에 들어오는 자연광의 양을 조절하는 것이다. 
또한 컨트롤 유닛은 유리 루프의 특정 영역을 어둡게 할 수 있다. 탑승자 머리 위로 그늘을 만들어 차량의 이동과 관계없이 직사광선에 노출되지 않도록 한다. 자연광이 탑승자가 원하는 수준보다 낮을 경우, 내부 조명 장치로 밝기를 보강하는 등 탑승자가 특정 수준의 실내 무드 조명을 입력할 수 있다. 선루프는 일렉트로 크로믹 소재로 된 글라스로, 전기 전압에 따라 불투명도 및 색상을 변경할 수 있다. 주행 중 자연광을 받으면서도 주행 중 직사광선으로 인한 불편을 없앨 수 있다.

## 같이 보기
- 현대자동차
- 현대자동차그룹